# Tanzhaus (Augsburg)

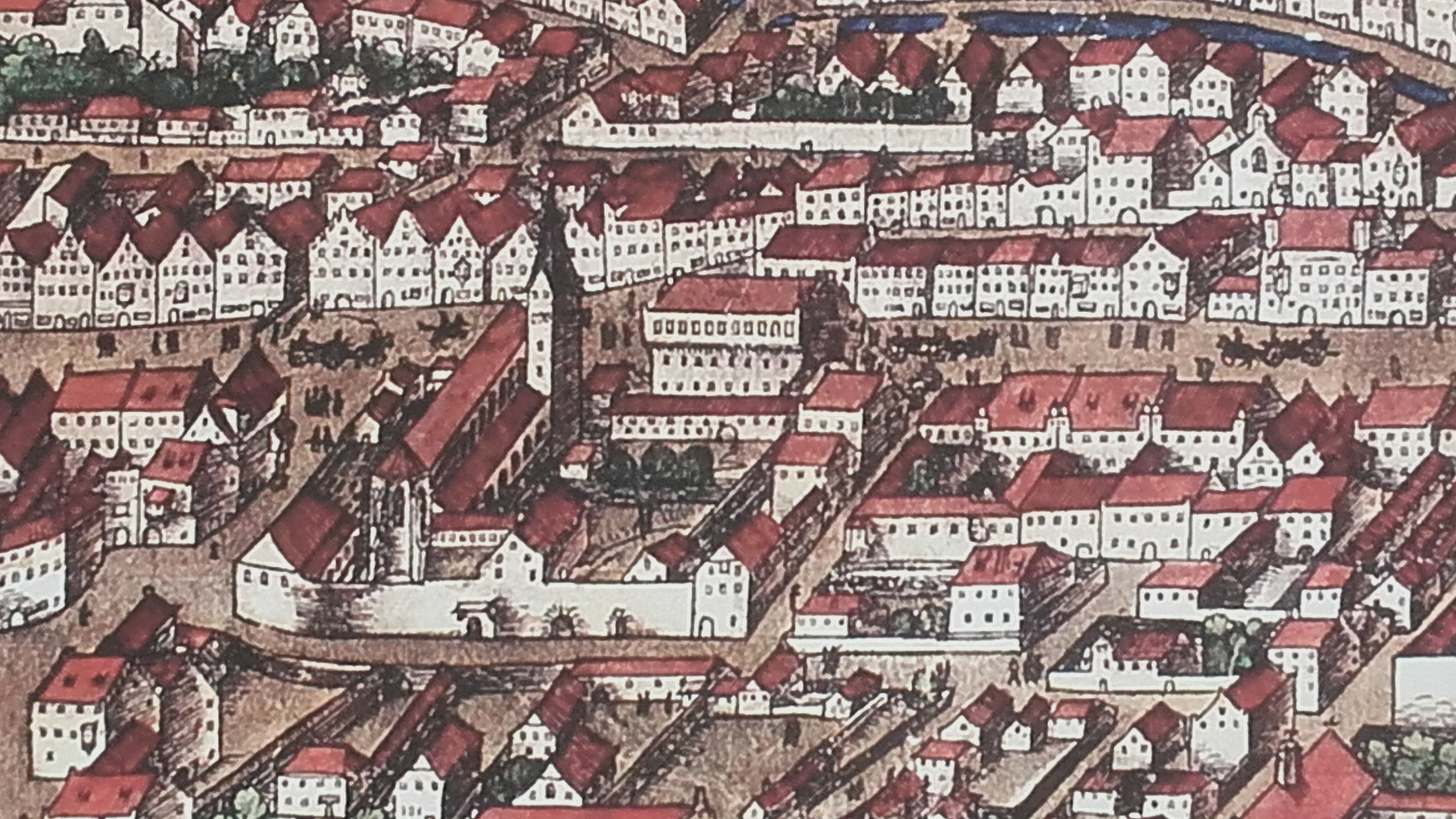
Tanzhaus in der Mitte des Vogelschauplanes von Jörg Seld (1521)

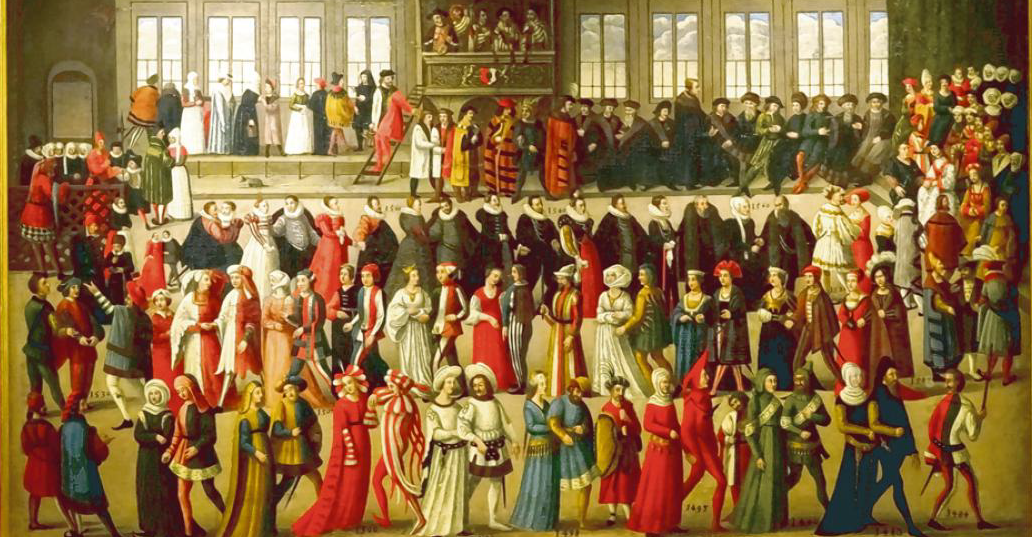
Gemälde eines Geschlechtertanzes im Jahre 1560

Das erste Tanzhaus in Augsburg stand ursprünglich neben dem Rathaus auf dem Fischmarkt und wurde von der Oberschicht für Tanzveranstaltungen und Hochzeiten genutzt. Seit wann es sich dort befand, ist jedoch nicht überliefert. 1396 errichtete die Stadt ein neues Tanzhaus unmittelbar neben der Moritzkirche am Weinmarkt (heutige Maximilianstraße). Bei dem Neubau handelte es sich um einen Fachwerkbau, der sowohl einen Tanzsaal im Obergeschoss als auch eine Markthalle für Bäcker, Metzger und Obsthändler im Erdgeschoss beinhaltete. Die Doppelnutzung wurde gewählt, da sich an dieser Stelle vormals ein Marktplatz befand.
Nur wenige Jahre später erfolgte bereits der Abbruch mit anschließendem Neuaufbau. Es wird angenommen, dass der Grund für den Abbruch im Jahre 1429 die beengten Platzverhältnisse im Inneren waren. Mit dem Neubau zog die Herrenstube in das Gebäude ein und es wurden fortan auch Geschlechtertänze abgehalten. 1438 fanden keinerlei Feierlichkeiten im Tanzsaal statt, da in diesem Jahr der Rat der Reichsstadt rund 400 Schaff Getreide zur Vermeidung einer Hungersnot dort eingelagert hatte. Nachdem das Tanzhaus 1451 durch einen Brand vollständig zerstört worden war, entschloss sich die Stadt 1452 zu einem steinernen Neubau ohne Herrenstube. Das neue Tanzhaus erlangte eine hohe repräsentative Funktion bei festlichen Anlässen oder bei Reichstagen. In dieser Zeit wurde der Südgiebel auch mit Malereien verziert.
1577 feierte die Augsburger Oberschicht schließlich den letzten Geschlechtertanz und die Bedeutung des Tanzhauses ging in den Jahren danach zunehmend verloren. Der ursprünglich für das Jahr 1608 geplante Abbruch des mittlerweile als baufällig beschriebenen Gebäudes wurde erst 1632 ausgeführt. Mit dem Abbruch endete die bis in das 14. Jahrhundert zurückreichende Tanzhaus-Tradition in Augsburg.